# Synagogue de Künzelsau (1907-1938)
La synagogue de Künzelsau a été construite en 1907 et comme la majorité des synagogues en Allemagne, elle sera détruite par les nazis en 1938.
Künzelsau est une ville de l'arrondissement de Hohenlohe, dans le district de Stuttgart du Land de Bade-Wurtemberg. Située à 100 km à l'est d'Heidelberg et 125 km à l'ouest de Nuremberg, elle compte actuellement un peu moins de 15 000 habitants.

## Histoire de la communauté juive

### Du Moyen Âge auXVIesiècle
Jusqu'au début du XIXe siècle, Künzelsau appartient à une communauté d'héritage (Ganerbenort) de seigneurs locaux. Des Juifs y ont vécu depuis le Moyen Âge. En 1298, ils sont massacrés lors du pogrom perpétré par les bandes du chevalier Rintfleisch.
Dans les années 1550, un des seigneurs locaux, le seigneur de Stetten, décide malgré l'opposition des autres seigneurs, de protéger les Juifs et ce n'est qu'en 1580-1581 que les Juifs sont expulsés de Künzelsau.

### La communauté moderne jusqu'à l'avènement du nazisme
Une nouvelle communauté se crée en 1853 avec l'installation en ville de familles juives originaires des villages juifs voisins de Nagelsberg, Hohebach, Braunsbach, Ernsbach et Berlichingen. En 1869, on compte 30 habitants juifs à Künzelsau. Le nombre le plus élevé est atteint en 1880 avec 119 personnes, soit 4,2 % des 2 895 habitants que compte la population totale de la ville. Après cette date, leur nombre va lentement diminuer, passant en 1890 à 103 personnes, soit 3,6 % du nombre total de 2 895 habitants, remontant en 1900 à 114 personnes, soit 3,7 % du total de 3 067 habitants, et redescendant en 1910 à 92 personnes, puis en 1925 à 78 personnes, ne représentant plus que 2,5 % du nombre total de 3 175 habitants.
Initialement, et jusqu'en 1876, la communauté juive de Künzelsau est filiale de celle de Nagelsberg, avant que les positions soient inversées pour former la communauté juive de Künzelsau-Nagelsberg. Les deux communautés dépendaient du même rabbinat de district, celui de Braunsbach, dont le siège est transféré en 1900 à Schwäbisch Hall.
Les familles juives jouent un rôle important dans la vie économique, sociale et politique de la ville. Plusieurs fois, des juifs tels que Lazarus Baer, Max Lowenthal ou Selig Wissmann, sont élus au conseil municipal. Des élèves juifs sont régulièrement inscrits à l'école normale de Künzelsau. En 1876, ils sont cinq à suivre, en plus des cours de formation générale de l'école, les cours sur le judaïsme donnés par le professeur à la retraite Veit Kahn. En 1876, le ministère royal demande à l'autorité ecclésiastique israélite royale de préciser le contenu de ces cours et leur but. La réponse donnée à l'administration est reprise dans la revue Der Israelit :
« Pour pouvoir exercer sa double profession d'enseignant dans une école israélite et de chantre, le candidat doit posséder les connaissances suivantes : 

1/ la langue hébraïque, de façon qu'il puisse traduire correctement et couramment les 5 livres de Moïse, les Haftoroth du chabbat et des jours de fête, le livre de prières Seder Hatefila, et qu'il en comprenne parfaitement les contenus historiques, dogmatiques et moraux ; 

2/ en littérature rabbinique, qu'il puisse réciter une section apprise de la Mishna et écrire dans une langue plus compréhensible son contenu religieux et moral ; 

3/ les dispositions les plus importantes du Choulhan Aroukh relatives à la liturgie de façon à être en mesure d'assurer de façon précise et sûre aussi bien les offices publics que le culte domestique, et d'effectuer les prières et les bénédictions. Pour cela, son enseignement doit comprendre : 1/ le Pentateuque, 2/ le Seder Haftarot, 3/ le livre de prière Seder Hatefilah ; 
4/  quelques Masechot (traités) de la Mishna (quelques Brachot, Meguila) ; 
5/ une écriture rabbinique facile à comprendre, et 
6/ certaines parties du Choulhan Aroukh, Hilchout Tefila (ordre des prières), Qriat Chema (récitation du Chema), Qriat HaTorah (lecture de la Torah) ; et des Brachot (bénédictions). 
 En plus de cet enseignement en hébreu, et en relation avec lui :
7/ pour pouvoir enseigner la foi et la morale juive avec succès, il doit être capable de tenir un discours populaire sur ce sujet en langue allemande.  
Quand l'opportunité est offerte, il doit étudier aussi les prières hébraïques et la lecture des passages de la Torah selon les accents et les mélodies traditionnelles de la Hazzanut.
 Stuttgart, le 24 juillet 1876. »
En 1891, la petite communauté décide de venir en aide aux Juifs russes persécutés, menacés par la famine et par les pogroms répétés. Elle organise une collecte :
« Suite à l'appel paru dans les numéros 39 et 40 de la revue Israelit und Jeschurun, les membres de la communauté se sont réunis pour discuter du projet d'aide aux Russes. Les participants ont décidé d'une contribution mensuelle obligatoire de 2 à 5 marks, et ceci pendant une période de 6 mois.  La première collecte a rapporté la somme de 72 marks. Ce qui est fait ici par une communauté de vingt familles de la classe moyenne, pourrait servir d'exemple à l'ensemble de la Diaspora juive… »
La communauté possédait initialement une salle de prière puis, à partir de 1907, une synagogue et une école religieuse. Ses morts sont enterrés au cimetière juif de Berlichingen. Pour les offices, elle embauche un enseignant qui sert aussi de Hazan (chantre) et de Shohet (abatteur rituel).
Pendant la Première Guerre mondiale, la communauté juive perd au front quatre de ses membres, dont trois ont leur nom gravé sur le monument aux morts situé dans le cimetière de la ville.
En 1925, la communauté juive est dirigée par Selig Wissmann, Lazarus Baer et Max Ledermann. Wissmann est le professeur de religion de la communauté depuis 1892 et donne aussi des cours de religion dans les écoles supérieures de la ville. Parmi les associations communautaires, on trouve l’Israelitischer Frauenverein (Association des femmes israélites) et l’Israelitischer Männerverein (Association des hommes israélites) dirigée depuis 1924 par Seligmann Wißmann et qui s'occupe de la Hevra kaddisha (Société du dernier devoir). En 1927-1928, l'officiant et en même temps professeur est Julius Schapiro, et à partir de 1928 Julius Goldstein. En 1931-1932, il enseigne à neuf élèves et vit au 15 Burggasse (ultérieurement le 11 Schlossplatz) dans la maison du marchand de bétail Alexander Neumann.
Jusqu'à 1933, de nombreux commerces de détail et de gros étaient détenus par des Juifs. Comme dans tout le pays de Bade, en Alsace et en Lorraine, le négoce de bétail est principalement une spécialité juive, et à Künzelsau cinq familles juives vivent de ce commerce.

### Le nazisme et la fin de la communauté juive
En 1933, 65 personnes juives résident encore à Künzelsau. Hitler est nommé chancelier le 30 janvier 1933 et, dès la mi-février, commence un déferlement de violence contre les communistes et contre les Juifs. Le 20 mars 1933, des membres de la SA, commandés par le Standartenführer Fritz Klein d'Heilbronn, et d'autres de la Schutzpolizei, procèdent à une recherche d'armes chez les Juifs et les opposants au régime nazi. De nombreuses personnes sont molestées. Le professeur Julius Goldstein est trainé à la mairie et torturé. Le président de la communauté juive, Max Ledermann en essayant de le faire libérer, meurt d'une crise cardiaque. Une semaine plus tard, un autre membre de la communauté, David Furchheimer, se suicide au moyen du pistolet avec lequel il avait combattu comme soldat pendant la Première Guerre mondiale. Le journal Der Israelit, en annonçant ces deux morts dans son édition du 7 avril 1933, s'abstient, par peur de représailles, de relier leur sort aux évènements du 20 mars.
À partir de 1933, en raison du boycott économique et de la perte de leurs droits civiques, beaucoup de familles juives quittent Künzelsau, soit à destination de pays étrangers, principalement les États-Unis, soit pour de grandes villes allemandes. Lors de la nuit de Cristal, du 9 au 10 novembre 1938, la synagogue est incendiée et au moins dix adultes sont envoyés au camp de concentration de Dachau. Les derniers magasins juifs sont fermés, ou rachetés pour une somme minime par des non-juifs.
La communauté juive est dissoute le 12 juillet 1939. Les Juifs vivant encore en ville sont regroupés dans quelques Judenhaus (maisons juives) et employés à des travaux forcés, comme le pavage des rues. En 1941, les 19 derniers Juifs de Künzelsau sont arrêtés et déportés en décembre vers les ghettos de Riga, Izbica (district de Lublin en Pologne) et Theresienstadt.
Le mémorial de Yad Vashem, à Jérusalem, et le Gedenkbuch - Opfer der Verfolgung der Juden unter der nationalsozialistischen Gewaltherrschaft in Deutschland 1933-1945 (Livre commémoratif : Victimes des persécutions des Juifs sous la dictature nazie en Allemagne 1933-1945) répertorient 41 habitants nés ou ayant vécu longtemps à Künzelsau parmi les victimes juives du nazisme.

## Histoire de la synagogue

### Les premières salles de prière
On ignore si au Moyen Âge, les Juifs habitant Künzelsau avaient formé une communauté et quelles étaient leurs institutions.
Au XVIe siècle, les Juifs habitaient probablement tous dans la Scharfengasse, où devait se situer une salle de prière. On sait que vers 1700, un des bâtiments de cette rue avait des inscriptions en hébreu gravées sur sa façade.
Au XIXe siècle, et jusqu'à 1907, les habitants de Künzelsau se rendaient le chabbat et les jours de fête à la synagogue de Nagelsberg, village distant de seulement 2 km. Par décret du 27 mai 1876, la communauté israélite de Künzelsau obtient l'autorisation de disposer en ville d'un lieu de prière dépendant de celui de Nagelsberg. Une salle de prière est donc installée initialement dans un appartement situé dans la Schnurgasse, en face de l'auberge zum Hirsch, puis dans la maison de Linke près de la porte de Morsbach, ultérieurement dans le bâtiment à l'arrière de la maison d'Auerbach dans la Hauptstraße, et enfin dans la maison de S. Weinberger.
Le siège de l'officiant, professeur de religion et chantre reste à Nagelsberg. Pendant la semaine, les offices sont célébrés à Künzelsau par un enseignant retraité, tandis que pour les jours de fête et le chabbat, les habitants juifs de Künzelsau se rendent à la synagogue de Nagelsberg. Cet arrangement va perdurer, même quand le nombre de fidèles juifs de Künzelsau dépassera nettement celui de Nagelsberg.

### 1907: construction d'une synagogue
En 1903, le nombre d'habitants juifs de Nagelsberg est tombé à deux ou trois, tandis que celui de Künzelsau avoisine cent. Le rabbinat du district décide alors d'inverser les rôles et de faire de la communauté de Nagelsberg une filiale de celle de Künzelsau.
Dès cette date, sous l'impulsion du président de la communauté Gustav Ledermann, la décision est prise de construire une synagogue à Künzelsau. En novembre 1904, la communauté achète pour environ 1 500 marks, un terrain pour y construire la synagogue, situé dans la Kelterweg. Les plans dessinés par l'architecte du district August Ganzenmüller sont rapidement approuvés par les membres de la communauté et les travaux commencent en juin 1906. L'entrepreneur Genk est chargé de la construction, sous-traitant la structure en bois au maître-charpentier Gollwitz. Le 15 août 1907, le journal local Kocher- und Jagstbote écrit :
« La synagogue est maintenant achevée et sera inaugurée solennellement le 30 août. La construction fait honneur à son créateur l'architecte du district Ganzenmüller. Les peintures exécutées par le maître-peintre Rumm, ainsi que les travaux de plâtrage du maître-plâtrier Laffsa, sont remarquablement exécutés. »
Lors de la cérémonie d'ouverture, le vendredi 30 août à 13h30, une grande procession défile au son d'une salve de canon et de la musique, de l'ancienne salle de prière près de la porte de Morsbach jusqu'à la nouvelle synagogue. Tout le long du chemin, les rues sont pavoisées. À l'entrée de la maison de Dieu, la clef de la synagogue est remise au professeur Wissmann. Celui-ci  salue les autorités et les nombreux participants. Röder, le maire, transmet les félicitations de la ville, puis les invités entrent dans la synagogue parée pour la fête. Le rabbin du district, le Dr Jacob Berlinger, dirige l'office. Le président de la communauté israélite de Stuttgart, le Dr Kroner, transmet les vœux des autorités religieuses juives. Le lendemain un banquet se déroule dans la Rappensaal (salle des Chevaux noirs), avec discours, représentation théâtrale et musique,,.
La presse locale accueille avec chaleur l'évènement:
«  La population locale est heureuse que ses concitoyens juifs possèdent maintenant une maison de Dieu respectable et témoignera par sa participation le jour de fête, en pavoisant ses maisons. »
Le 24 septembre 1932, quelques mois avant l'arrivée au pouvoir des nazis, la synagogue fête officiellement ses 25 ans par une cérémonie commémorative.

### 1938: destruction de la synagogue
Tard dans la soirée du 10 novembre 1938, soit un jour après la nuit de Cristal, des hommes de la SA de Künzelsau et d'Heilbronn, habillés en civil, avec d'autres membres du parti nazi, incendient la synagogue en y déversant de l'essence. Les pompiers arrivent sur place vers 22h30, avec quelque retard, car une crépine avait été oubliée, et commencent à attaquer l'incendie. Immédiatement, le Standartenführer de la SA de Künzelsau arrache les lances à incendie des mains des pompiers, tandis que le commandant des pompiers qui tente de s'y opposer est violemment molesté.
La presse locale du 11 novembre 1938 relate l'incendie conformément aux instructions reçues des autorités nazies:
« Künzelsau, le 11 novembre 1938 : la colère populaire contre les Juifs.

Après l'annonce de la mort du diplomate allemand et membre du parti, vom Rath, par la lâche main meurtrière juive, des manifestations antijuives se sont déroulées spontanément dans tout le Reich. La profonde indignation du peuple allemand  s'est souvent manifestée par de violentes actions antijuives. La colère du peuple s'est attaquée en premier lieu aux berceaux de l'esprit criminel juif, les synagogues. Celles-ci ont été détruites hier à Künzelsau, Hohebach, Berlichingen et Braunbach. »
La synagogue a brûlé jusqu'aux fondations. Le 14 novembre 1938, la ville décide d'en raser les ruines. Les travaux de démolition durent jusqu'en janvier 1939 et coûtent 1 910,05 marks que doit payer la communauté juive. Le 5 décembre, la ville achète le terrain pour la somme modique de 3,50 marks le mètre carré, soi-disant comme terrain pour les enfants des écoles primaires et secondaires. En fait, le terrain n'a jamais été utilisé dans ce but.

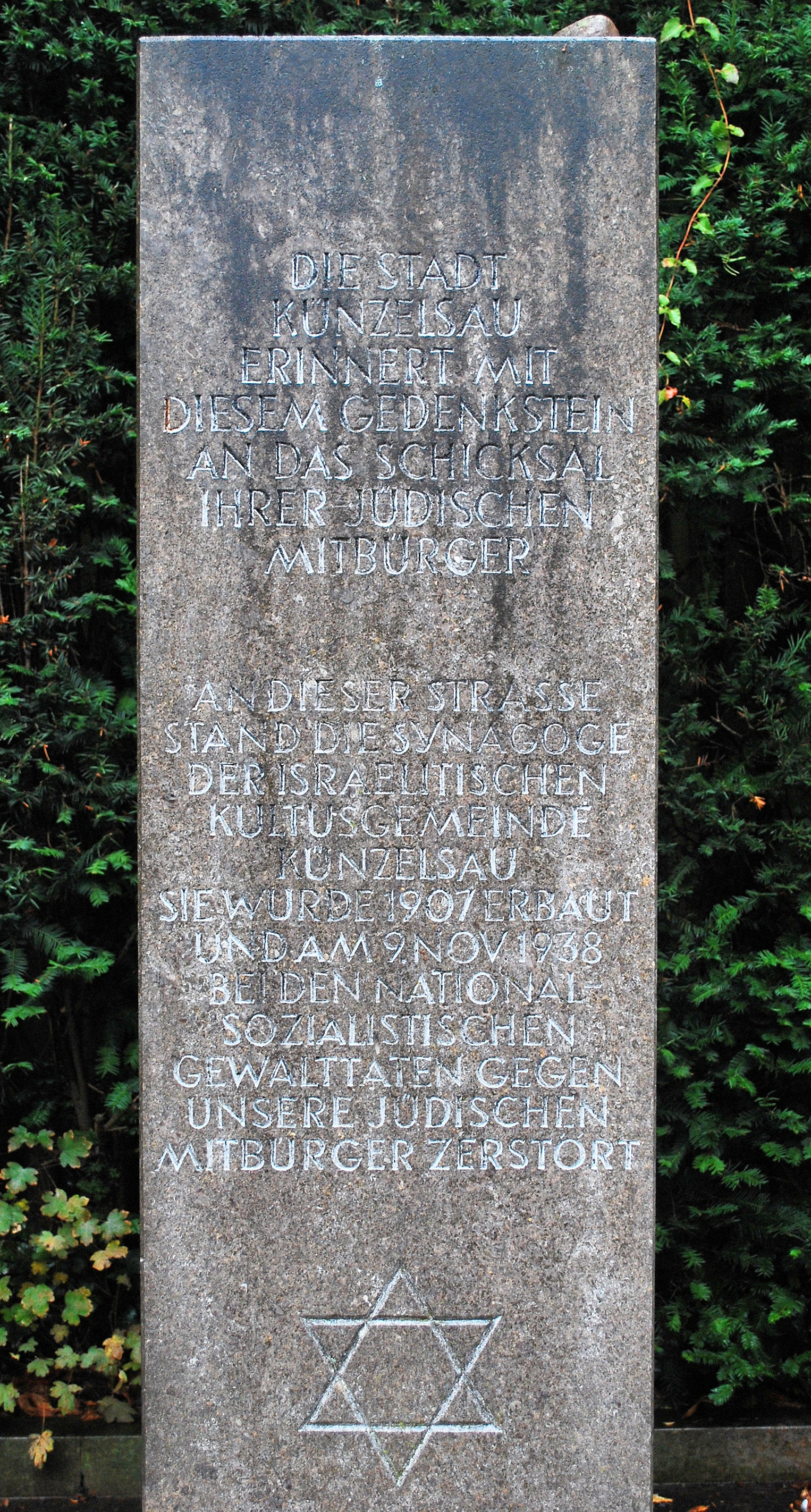
Le mémorial de nos jours.

En 1986, une stèle est élevée rue du Consul Uebele, à la mémoire des victimes juives du nazisme, et rappelant la destruction de la synagogue. Le texte en allemand indique :
« La ville de Künzelsau rappelle avec cette stèle le destin de ses concitoyens juifs.

Dans cette rue se trouvait la synagogue de la communauté israélite de Künzelsau. Elle a été construite en 1907, et détruite le 9 novembre 1938, par la violence national-socialiste contre nos concitoyens juifs. »

## Architecture de la synagogue
La synagogue est de style mauresque, avec deux tours d'angle. Les dômes en bulbe des tours sont recouverts de plaques de cuivre. Dans la tour de droite, se trouve l'escalier permettant d'accéder à la galerie réservée aux femmes, située à l'étage supérieur. Dans la tour de gauche, sont situées les toilettes et les vestiaires. Entre les tours, le vestibule permet d'accéder à la salle de prière. Au-dessus du vestibule, une salle de réunion est accessible par l'escalier de la tour de droite.
Le bâtiment a une surface au sol d'environ 15 mètres par 10 mètres. Au rez-de-chaussée, l'architecte a prévu des sièges pour 57 hommes et 14 enfants, et dans la galerie des femmes, 69 sièges.
Lors de la Première Guerre mondiale, les plaques de cuivre recouvrant les dômes ont été offertes par la communauté juive à la patrie allemande, comme Metallspende (don de métal), pour participation à l'effort de guerre.

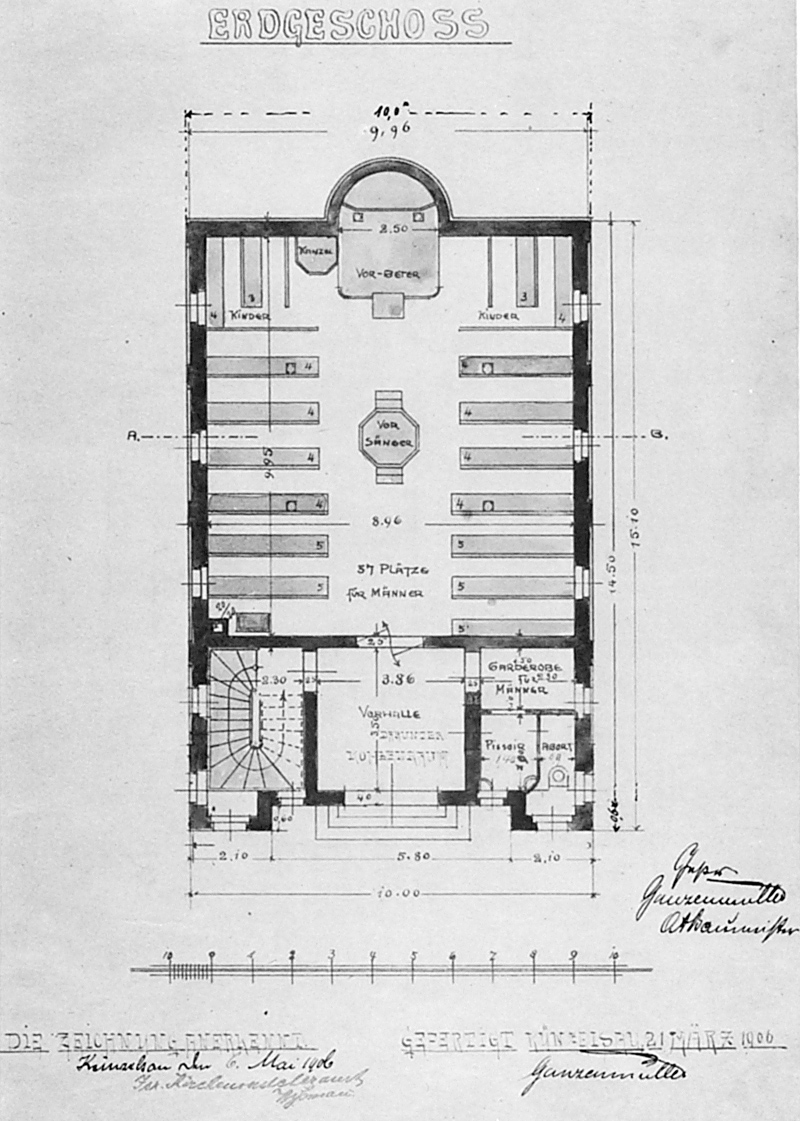
Plan du rez-de-chaussée (1906)
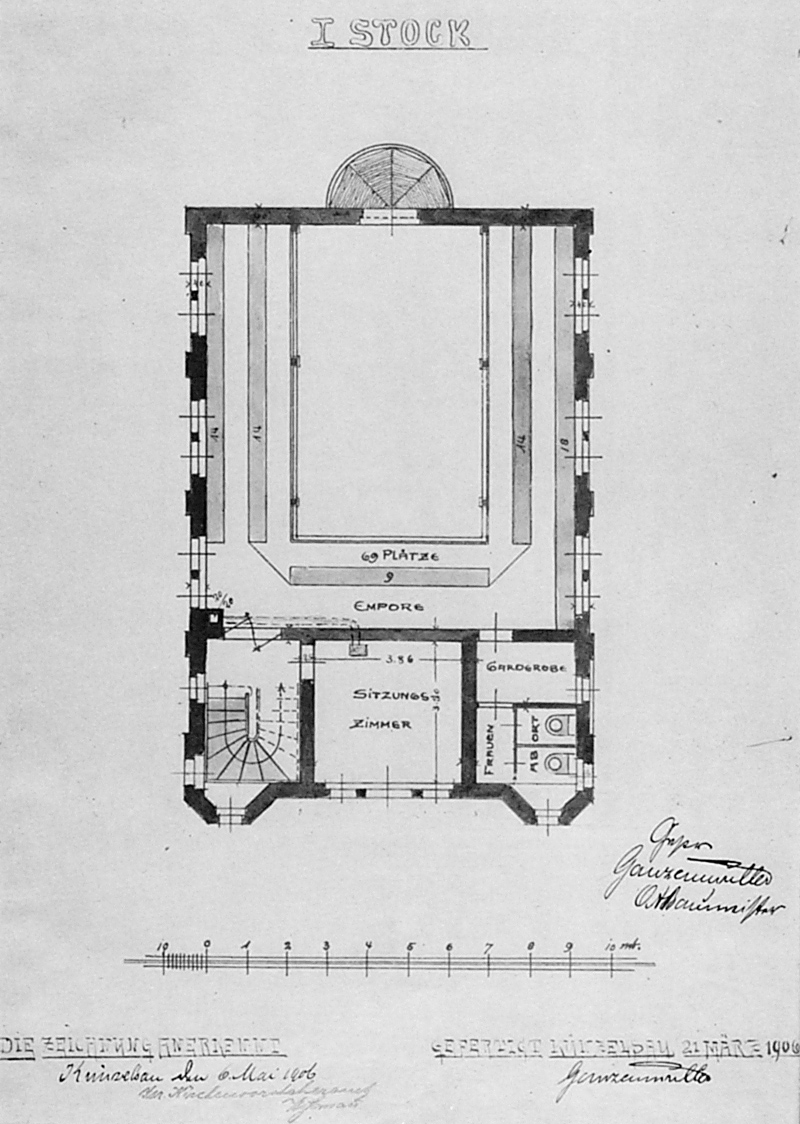
Plan du premier étage (1906)